# 10e Leger (Verenigd Koninkrijk)

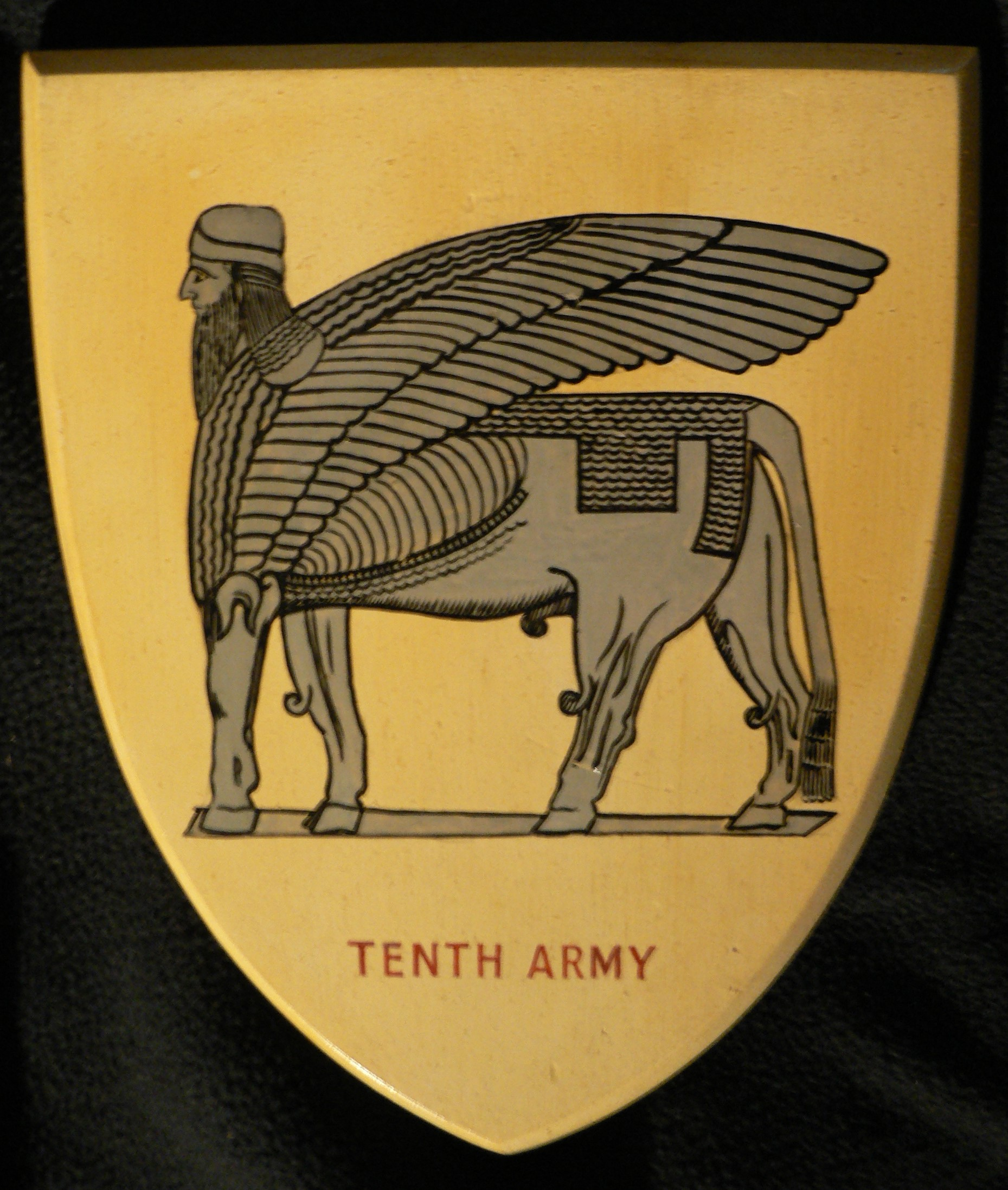
Insigne van het Britse 10e Leger

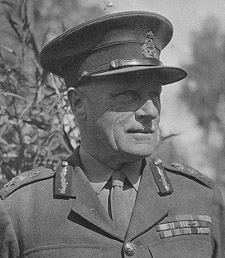
Generaal Sir Edward Quinan, bevelhebber van het 10e Leger

Het Britse Tiende Leger (Tenth Army) was een leger tijdens de Tweede Wereldoorlog die opgericht werd in Irak en deel uitmaakte van de “Paiforce” (Persia en Iraq Command). Het bestond tussen februari 1942 en april 1943 en werd daarna ontbonden.
In april 1941 werden Britse en Indische troepen onder bevel van generaal Sir Edward Quinan vanuit India naar Irak gezonden. Ze moesten de Britse belangen in Irak en dan voornamelijk de olieconcessies beschermen na de staatsgreep van pro-Duitse officieren. De eenheid stond bekend als de Iraqforce en nam deel aan de Brits-Iraakse Oorlog (april tot mei 1941) en was ook betrokken bij de Syrië-Libanon Campagne. Eind 1941 was de nam de eenheid deel aan de Brits-Sovjetse invasie van Iran om te voorkomen dat pro-Duitse elementen Perzië overnamen en daarmee controle kregen over de Iraakse en Perzische olievelden. De Iraqforce werd hernoemd in de Paiforce (Persia and Iraq force).
Na de campagnes van 1941 werd de Paiforce hernoemd in het Tiende Leger en de belangrijkste taak van het Tiende Leger werd de bewaking van de communicatielijnen na de Sovjet-Unie. Daarnaast moesten ze de Perzische en Iraakse olievelden beschermen. Het symbool van het Tiende Leger was een gouden Assyrische leeuw met een mensenhoofd en adelaarsoren. Het Tiende Leger maakte aanvankelijk deel uit van het Britse Middle East Command maar werd later een onderdeel van de Persia and Iraq Command.

## Eenheden
- Het Tiende Leger stond onder bevel van luitenant-generaal Sir Edward Quinan
  - Britse 3e Legerkorps onder luitenant-generaal Sir Desmond Anderson
    - Britse 5e Infanteriedivisie onder generaal-majoor Horatio Berney-Ficklin
    - Britse 56e (London) Infanteriedivisie onder generaal-majoor Eric Miles

  - Indische 21e Legerkorps onder luitenant-generaal Sir Mosley Mayne
    - 8e Indische Infanteriedivisie onder generaal-majoor Charles Harvey
    - 10e Indische Infanteriedivisie onder generaal-majoor Alan Blaxland

  - 6e Indische Infanteriedivisie onder generaal-majoor J.N. Thomson
  - 31e Indische Pantserdivisie onder generaal-majoor Robert Wordsworth
  - Indische 10e Motorbrigade onder brigadier Harold Redman